# Asociación Civil Mineros de Guayana
L'Asociación Civil Mineros de Guayana è stata una società calcistica di Ciudad Guayana, in Venezuela.

## Storia
Il club fu fondato l'11 novembre 1981 con il nome di Club Deportivo Mineros de Guayana. Il 20 novembre 1981 fu firmato l'atto che sanciva definitivamente la nascita del club.
Il 3 gennaio 1982 il club giocò la sua prima partita contro il Villa Colombia FC, società dilettantistica, vincendo per 2-0. Entrambe le reti furono segnate da José Pacheco.
Il 5 settembre 1982 il club vinse la Segunda División Venezolana, ottenendo la promozione in Primera División.
Nel 1989 vinse il campionato nazionale.

## Palmarès

### Competizioni nazionali
- Campionato venezuelano: 1

1988-1989
- Copa de Venezuela: 3

1984, 2011, 2017
- Segunda División: 1

1982

### Altri piazzamenti
- Campionato venezuelano:

Secondo posto: Apertura 2019

## Competizioni CONMEBOL
- Coppa Libertadores

1990: Primo turno
1997: Primo turno
2005: Turno preliminare
2008: Turno preliminare
- Coppa Sudamericana

2005: Turno preliminare
2008: Secondo turno preliminare
- Coppa CONMEBOL

1995: Quarti di finale

## Stadio
Il club gioca le partite casalinghe all'Estadio Polideportivo Cachamay, che ha una capienza massima di 41600 posti. Essendo una delle nove sedi scelte per ospitare la Copa América 2007, lo stadio fu ammodernato. Oltre alle strutture dedicate al calcio presenta anche un cinema e diversi negozi. Lo stadio è circondato dal Caronì. È anche presente un'imponente cascata chiamata Salto de Cachamaysu, su cui è installata una centrale idroelettrica che fornisce energia allo stadio.

## Organico

### Rosa 2011-2012
| N. |                      | Ruolo | Calciatore            |
| -- | -------------------- | ----- | --------------------- |
| 1  | Venezuela (bandiera) | P     | Rafael Romo           |
| 2  | Venezuela (bandiera) | P     | Euro Guzmán           |
| 12 | Venezuela (bandiera) | P     | Roberts Rivas         |
| 15 | Venezuela (bandiera) | D     | Francisco Parra       |
| 16 | Venezuela (bandiera) | D     | Ernesto Tortoledo     |
| 3  | Brasile (bandiera)   | D     | Flavio Julio De Jesús |
| 27 | Venezuela (bandiera) | D     | Jorge Izquierdo       |
| 26 | Venezuela (bandiera) | D     | Eduard Palacios       |
| 2  | Venezuela (bandiera) | D     | Atahualpa González    |
| 6  | Venezuela (bandiera) | D     | Domingo López         |
| 4  | Brasile (bandiera)   | D     | Jailson Dos Santos    |
| 14 | Venezuela (bandiera) | C     | Gregory Luzardo       |
| 8  | Brasile (bandiera)   | C     | Ederlei Pereira       |
| 13 | Venezuela (bandiera) | C     | Abizail Lugo          |
| 20 | Uruguay (bandiera)   | C     | Nicolas Massia        |
| 21 | Venezuela (bandiera) | C     | Javier Caraballo      |
| 10 | Venezuela (bandiera) | C     | Alexis García         |

| N. |                      | Ruolo | Calciatore       |
| -- | -------------------- | ----- | ---------------- |
| 24 | Venezuela (bandiera) | C     | Argenis Gómez    |
| 22 | Venezuela (bandiera) | C     | Giancarlo Cenci  |
| 23 | Venezuela (bandiera) | C     | Favio Gómez      |
| 9  | Venezuela (bandiera) | A     | Juan García      |
| 7  | Venezuela (bandiera) | A     | Johnny Carneiro  |
| 19 | Venezuela (bandiera) | A     | José Díaz        |
| 17 | Venezuela (bandiera) | A     | Elías Leal       |
| 18 | Argentina (bandiera) | A     | Cristian Jeandet |
| 25 | Venezuela (bandiera) | A     | Alexis Acuña     |
|    | Venezuela (bandiera) | P     | José Guzmán      |
|    | Venezuela (bandiera) | D     | Luís Carrillo    |
|    | Venezuela (bandiera) | D     | Gerardo Coa      |
|    | Venezuela (bandiera) | D     | Ángel Flores     |
|    | Venezuela (bandiera) | A     | Oscar N°riega    |
|    | Venezuela (bandiera) | A     | Arluís Marrero   |
|    | Venezuela (bandiera) | A     | Luis Vallenilla  |
|    | Cile (bandiera)      | A     | Julio Gutiérrez  |